# 3282 Spencer Jones
A 3282 Spencer Jones (ideiglenes jelöléssel 1949 DA) a Naprendszer kisbolygóövében található aszteroida. Indianai Egyetem fedezte fel 1949. február 19-én.